# Rosario Livatino
Rosario Livatino (ur. 3 października 1952 w Canicattì; zm. 21 września Agrigento 1990) – włoski sędzia, męczennik, błogosławiony Kościoła katolickiego.

## Życiorys
Rosario Livatino był synem Vincenta Livatino i Rozalii Corbo. Uzyskał dyplom w liceum Ugo Foscolo, a w 1971 roku rozpoczął studia na Wydziale prawa w Palermo, które ukończył w 1975 roku z wyróżnieniem. Pomiędzy 1977 a 1978 roku pełnił funkcję zastępcy dyrektora w sekretariacie Urzędu Agrigento. W 1979 roku został zastępcą prokuratora w sądzie Agrigento i pełnił urząd do 1989 roku. Potem objął stanowisko sędziego. Został zamordowany przez mafię w dniu 21 września 1990 roku. 
21 grudnia 2020 papież Franciszek podpisał dekret o jego męczeństwie, co otworzyło drogę do jego beatyfikacji, która odbyła się 9 maja w katedrze w Agrigento.